# Ghiacciaio Fritter
Il ghiacciaio Fritter è un ghiacciaio lungo circa 7 km situato nella regione centro-occidentale della Dipendenza di Ross, in Antartide. Il ghiacciaio, il cui punto più alto si trova a circa 1200 m s.l.m., si trova in particolare sul versante meridionale della dorsale Gonville and Caius, dove fluisce verso est partendo dal versante orientale del monte Jensen e da quello meridionale del monte Curtiss e scorrendo fino a unire il proprio flusso a quello del ghiacciaio pedemontano Wilson.

## Storia
Il ghiacciaio Fritter è stato mappato dai membri della spedizione Terra Nova, condotta dal 1910 al 1913 e comandata dal capitano Robert Falcon Scott, ma è stato così battezzato solo in seguito dal Comitato consultivo dei nomi antartici in onore del capitano C. T. Fritter, della marina militare statunitense, che comandò la nave appoggio idrovolanti USS Curtiss nel mare di Ross durante l'operazione Deep Freeze del 1956-57.